# Inspectoratul Național de Patrulare
Inspectoratul Național de Patrulare (INP) este un organ guvernamental care coordonează activitatea tuturor serviciilor de patrulare din Republica Moldova. Raza de acoperire a Inspectoratului de patrulare cuprinde municipii, orașe și centre raionale al căror număr de populație depășește 20 mii locuitori, precum și traseele naționale.
Inspectoratul este succesor de drepturi și obligații a Direcției poliție rutieră al Ministerului Afacerilor Interne, Regimentul de patrulă și santinelă „Scut” al CGP mun. Chișinău și parțial a Direcției poliției în transport.
Organul s-a creat prin Hotărîrea Guvernului Republicii Moldova nr. 986 cu privire la structura și efectivul-limită ale Inspectoratului General al Poliției al Ministerului Afacerilor Interne, în scopul asigurării și menținerii ordinii publice, securității circulației rutiere, reacționării prompte și operative la manifestările negative, prezenței masive și evidente a poliției în locuri publice și de agrement, precum și sporirii climatului de siguranță.

## Autovehicule ale INP

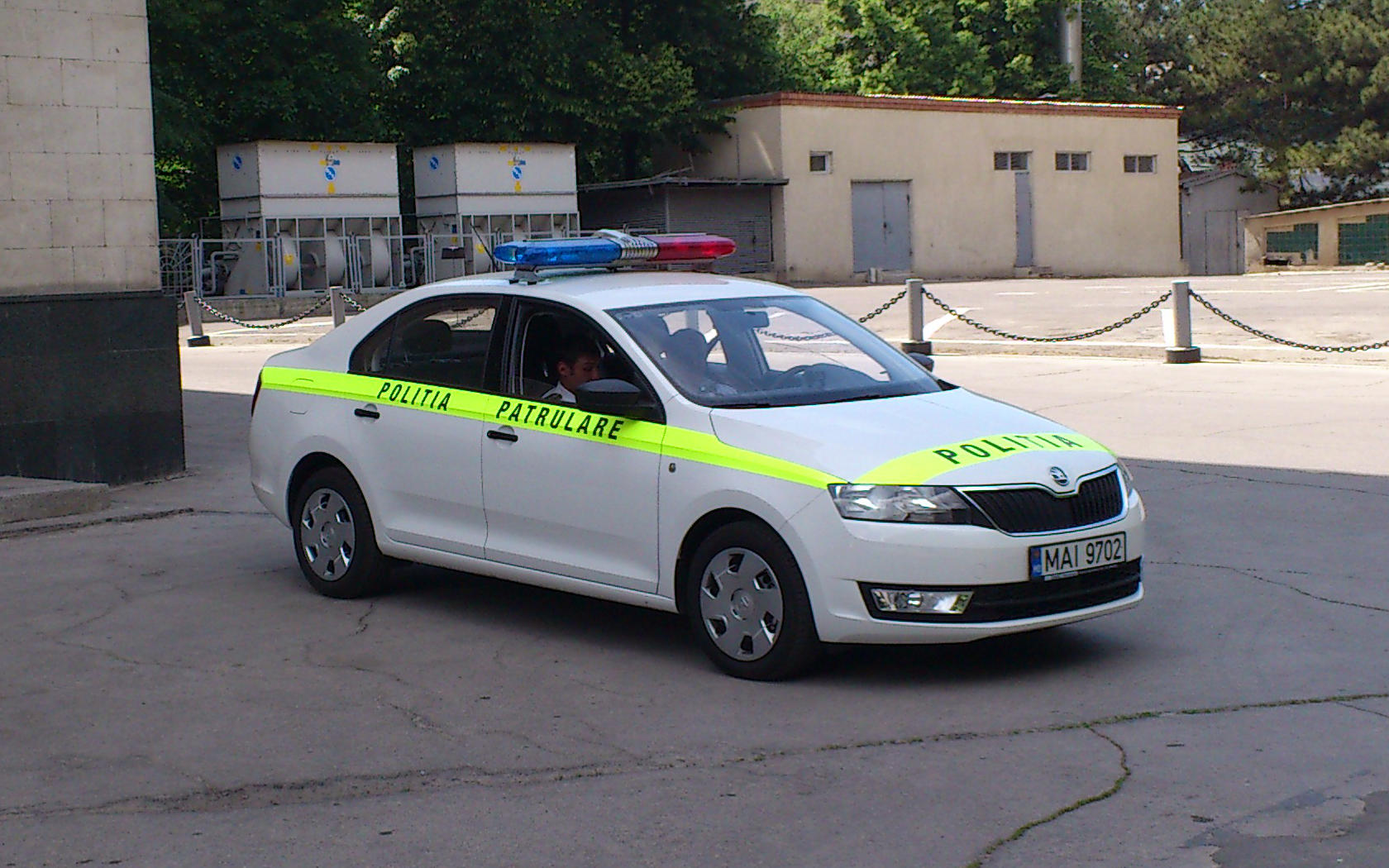
Skoda Rapid
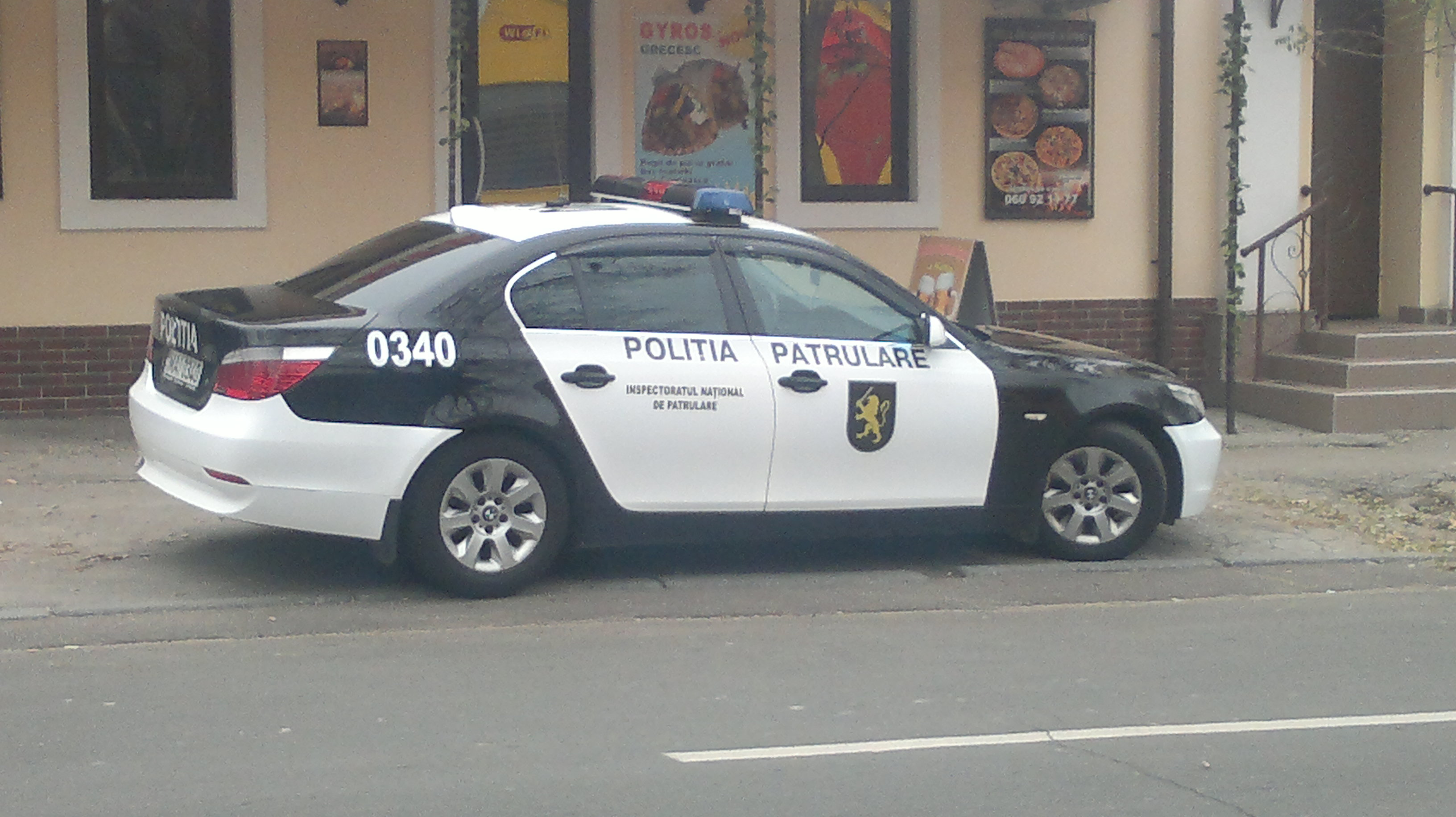
BMW E60 (5-Series)
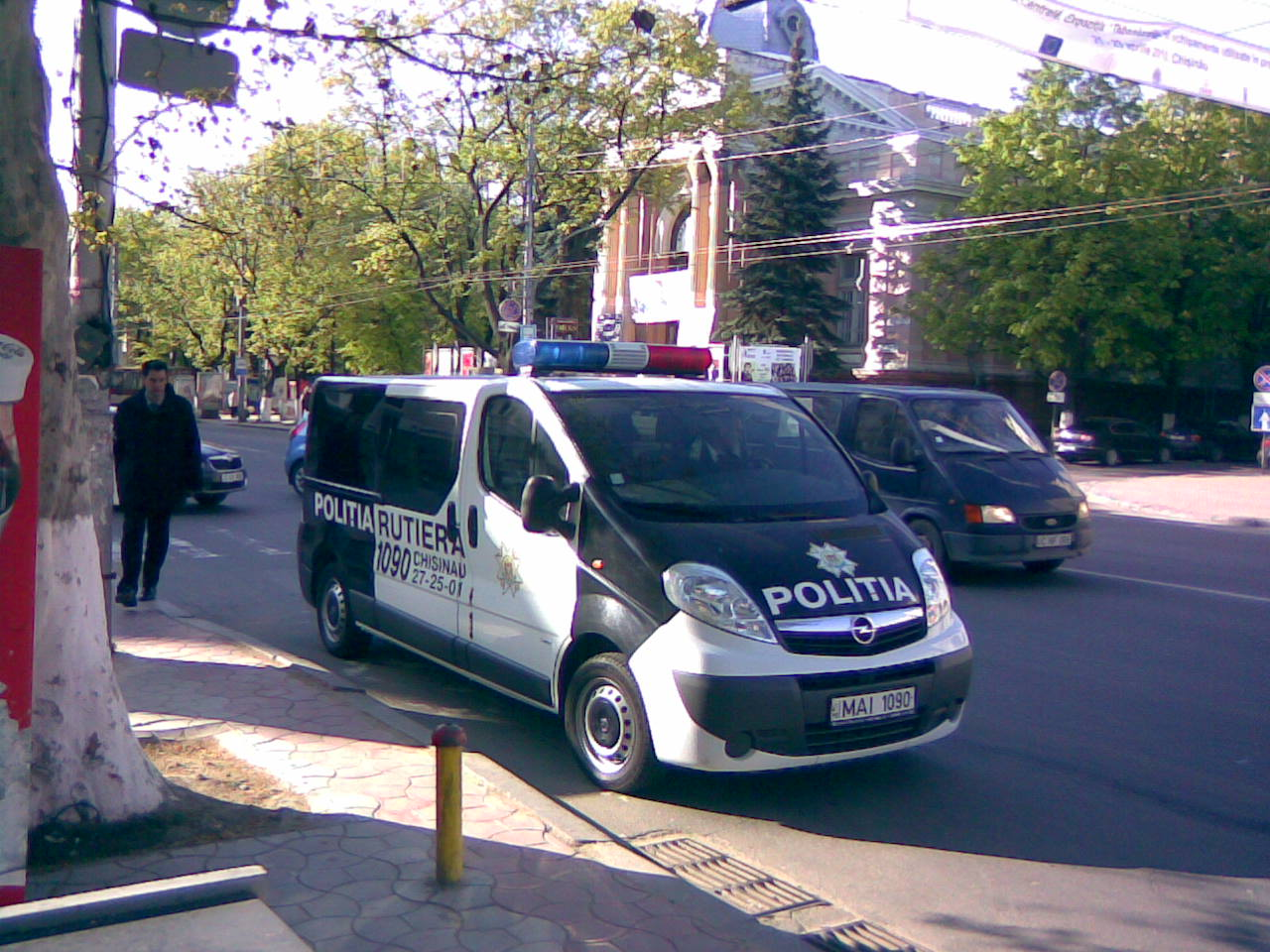
Opel Vivaro
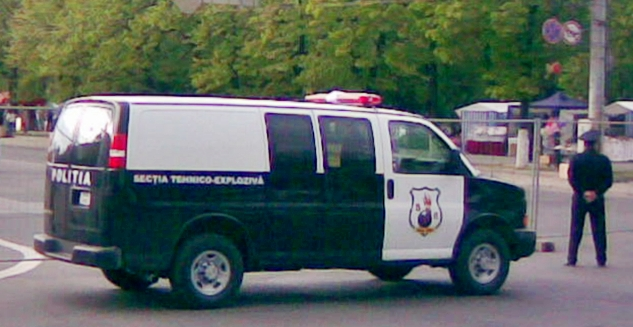
Chevrolet Express
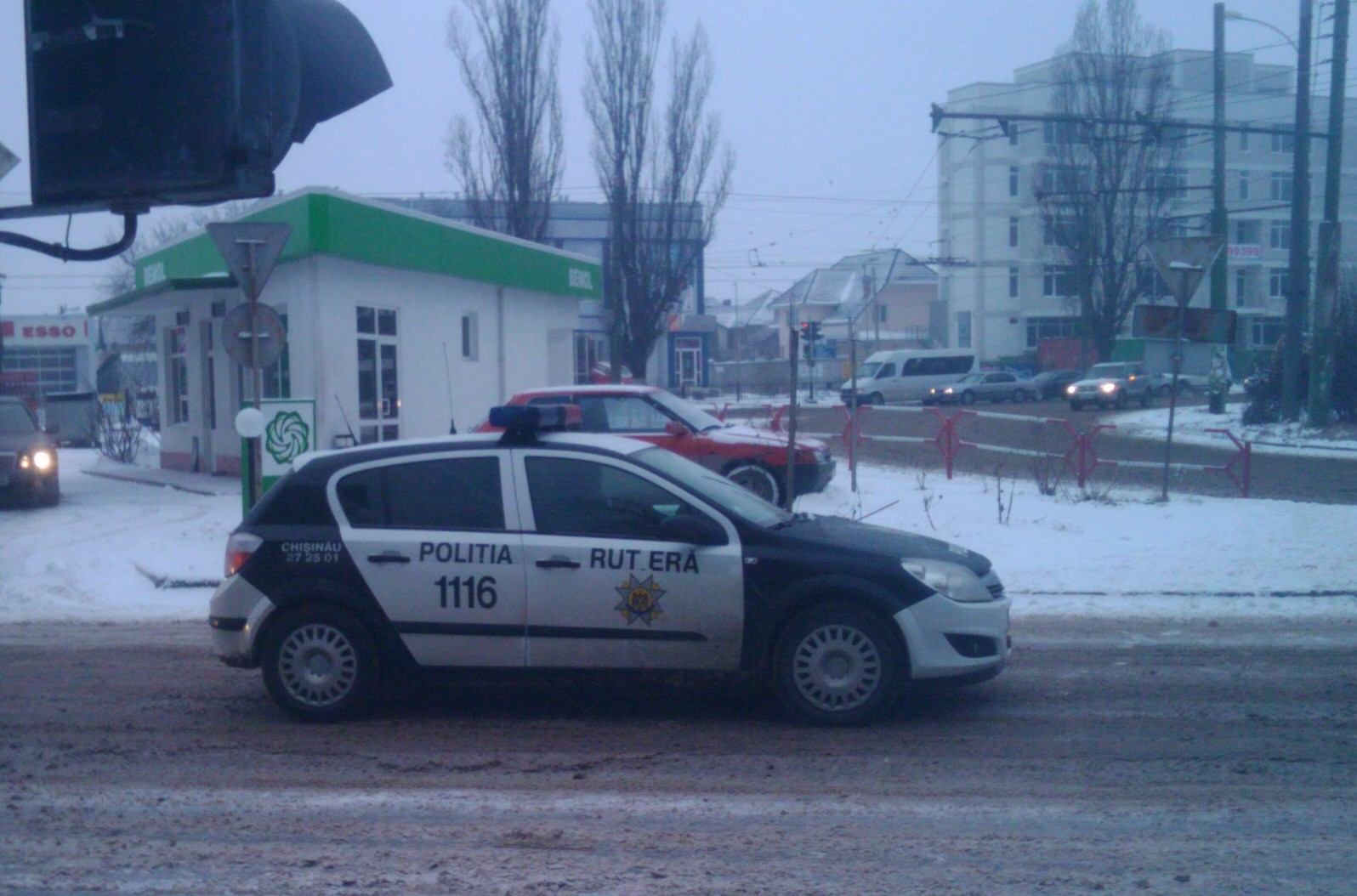
Opel Astra
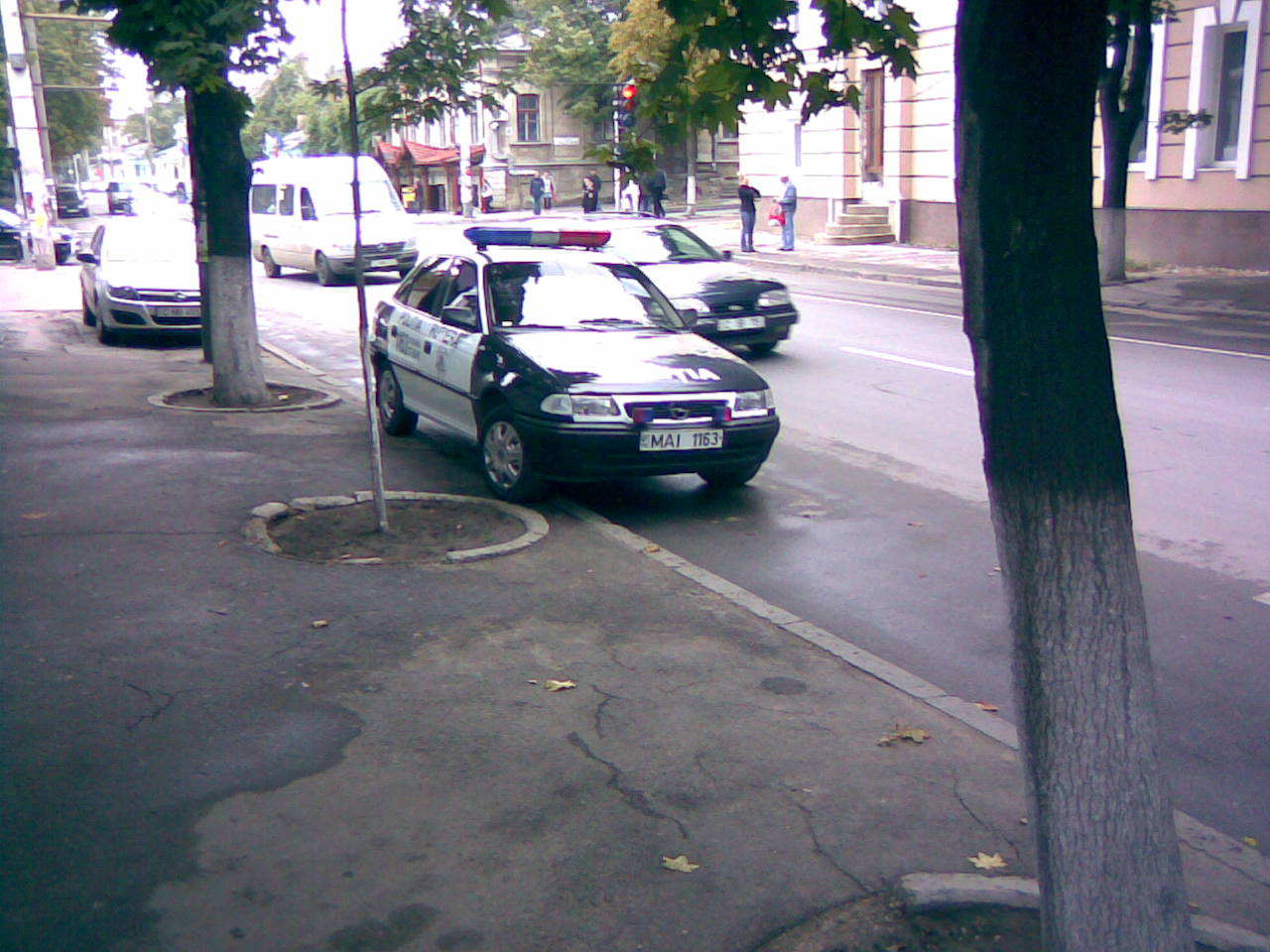
Opel Astra
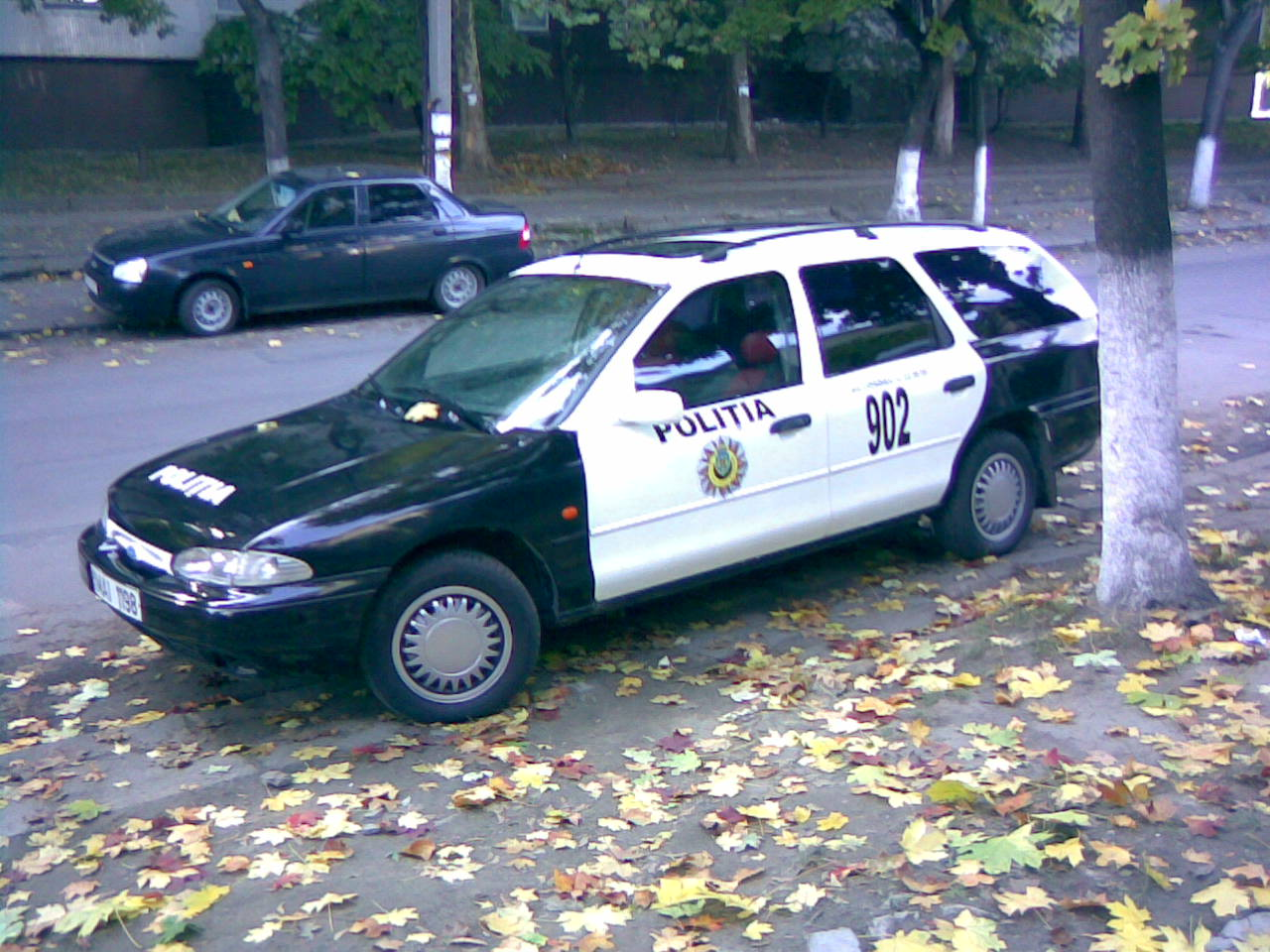
Ford Mondeo
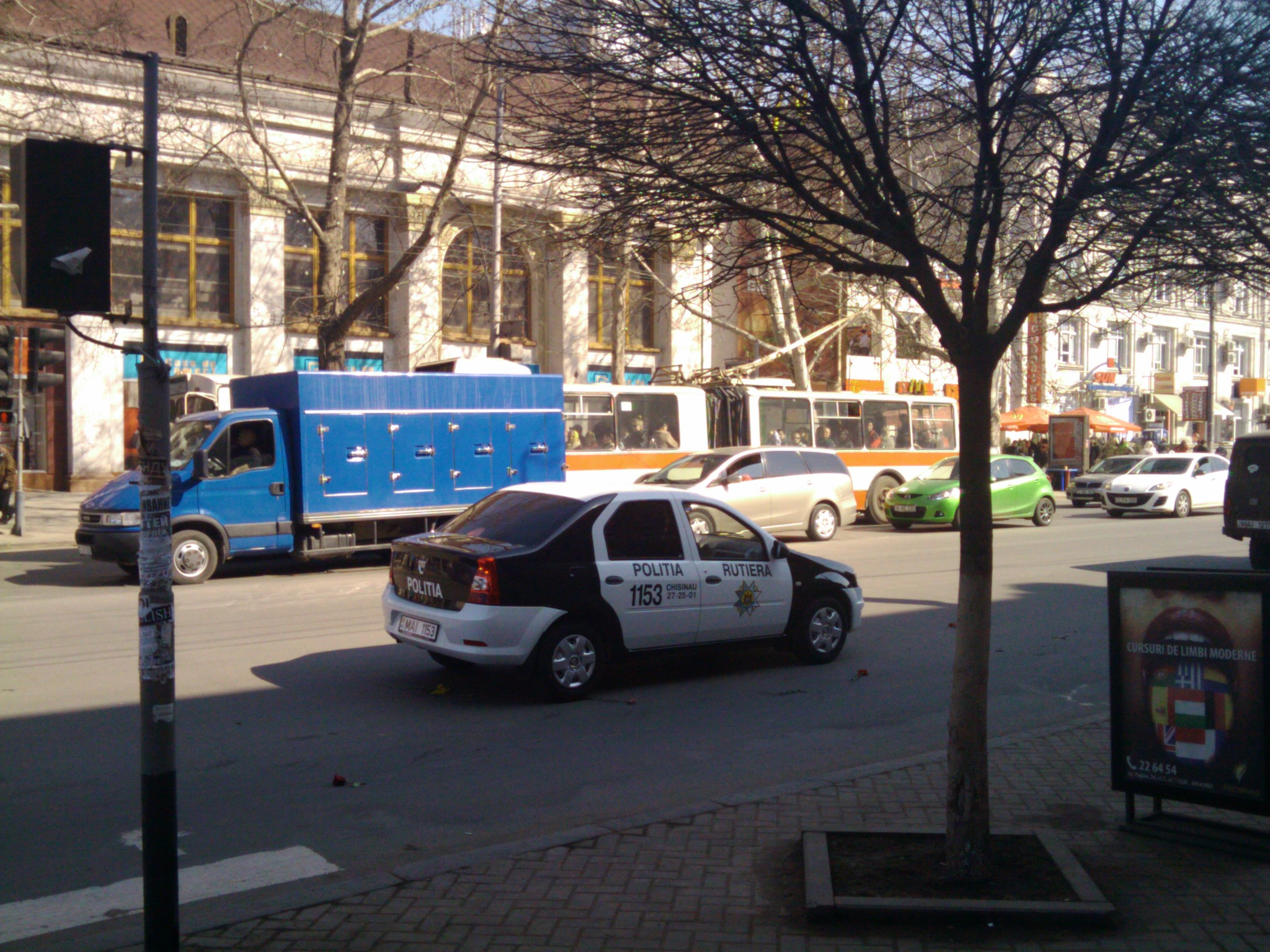
Dacia Logan
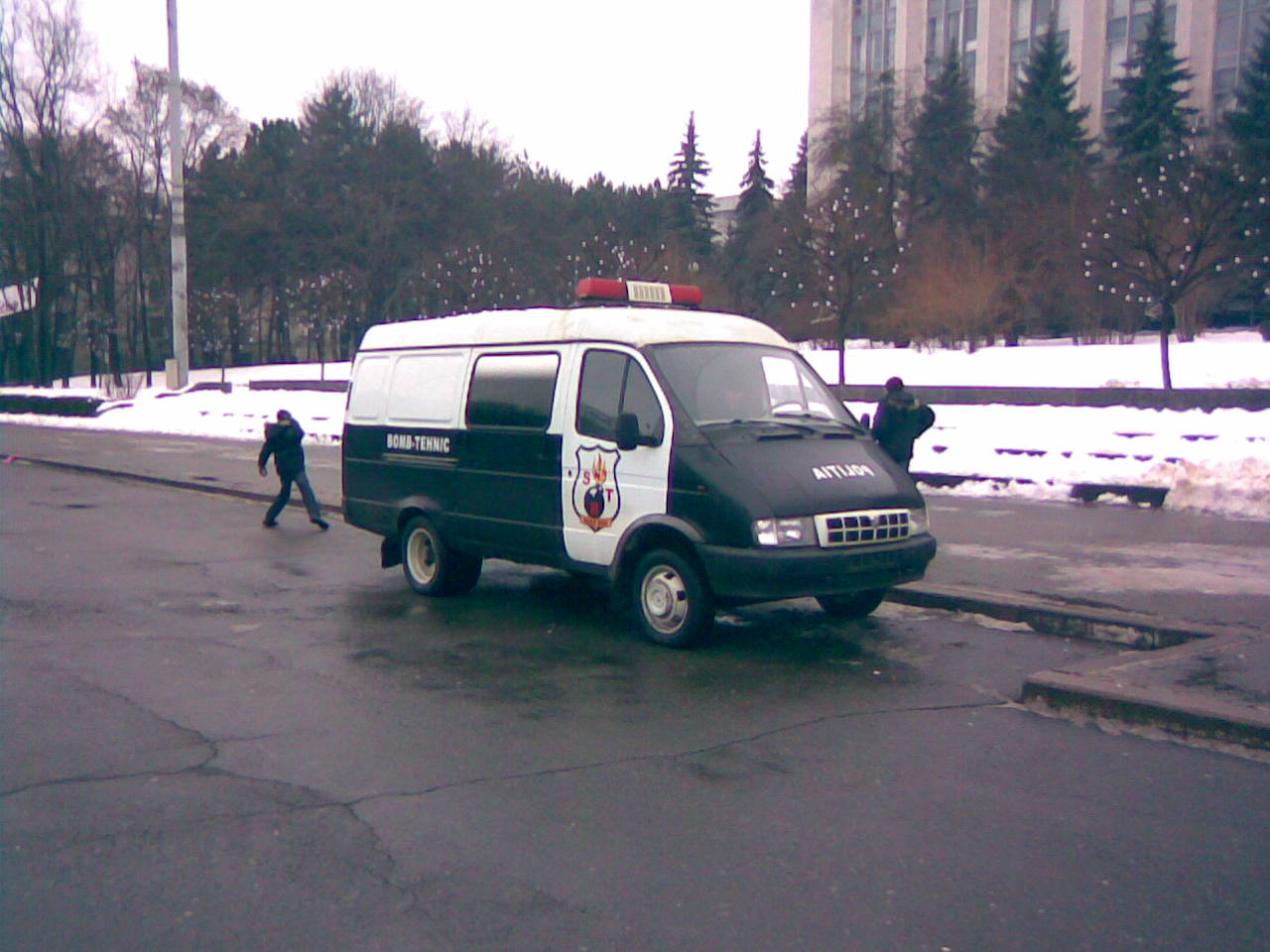
Gazelle
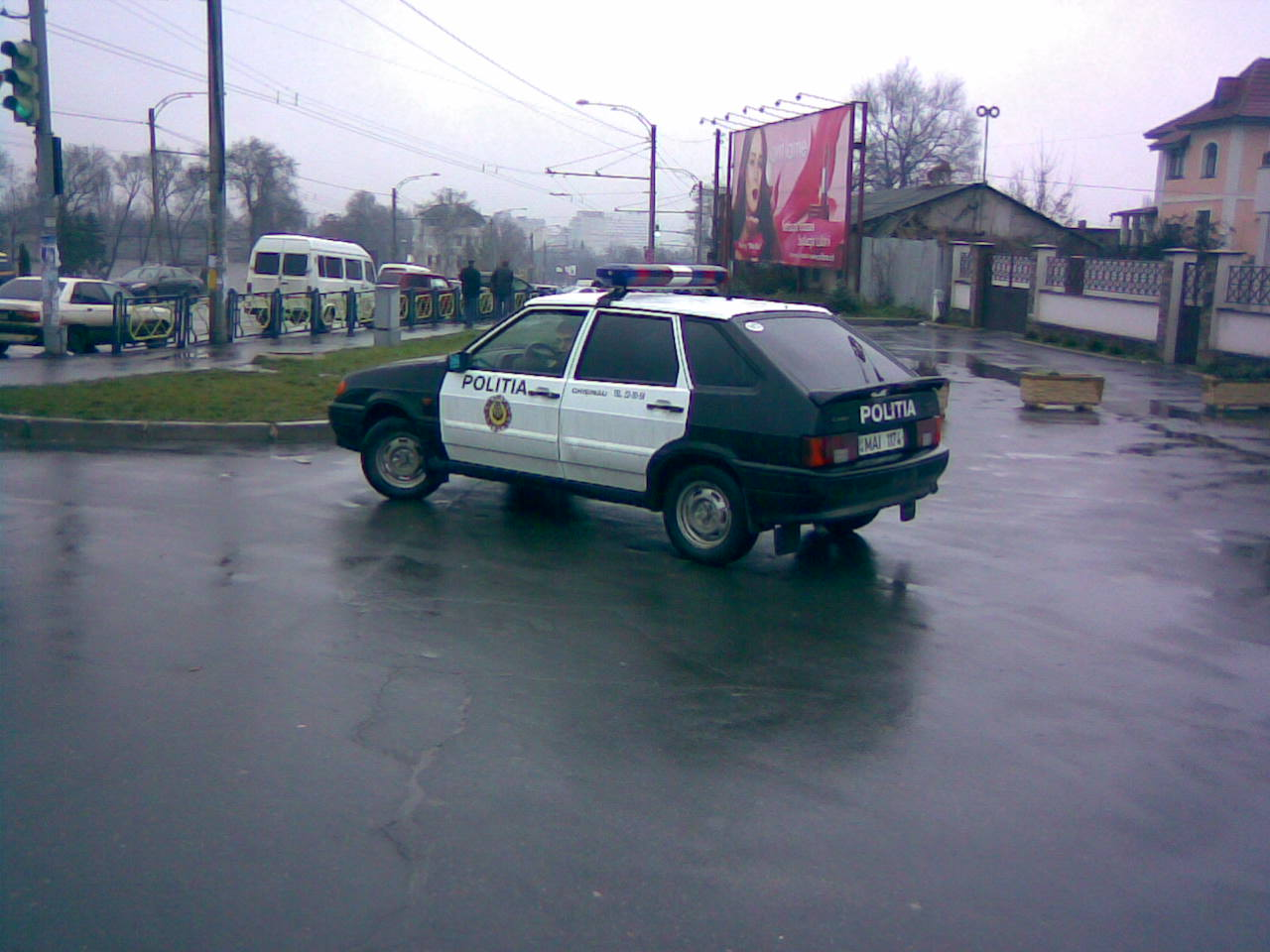
Lada
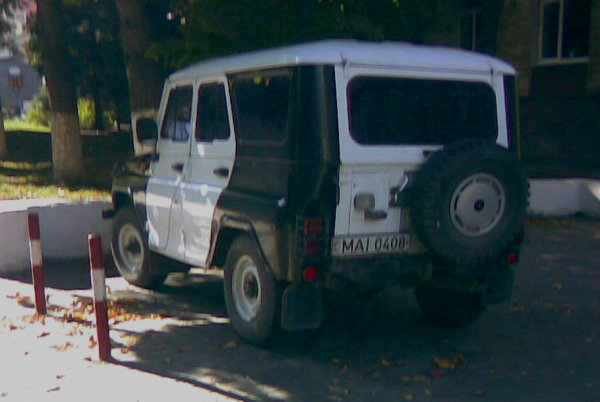
Uaz
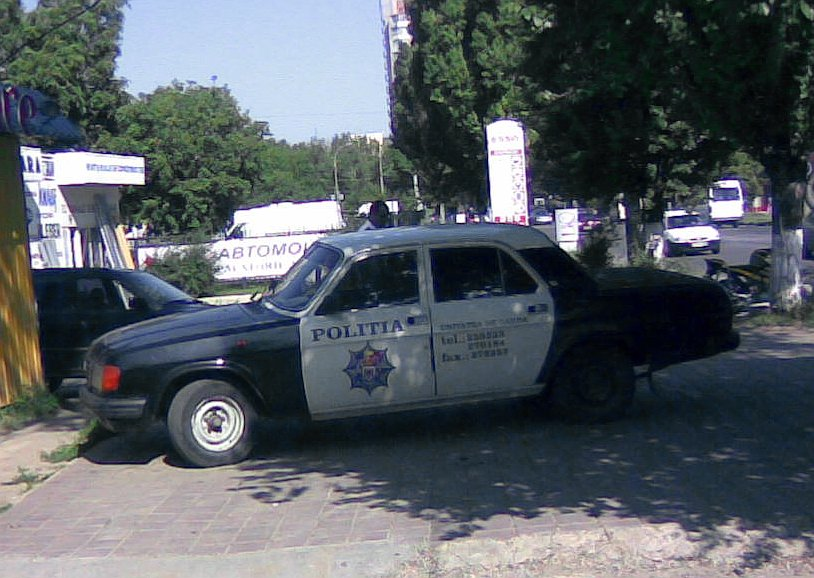
„Volga” (nu se mai află în uz)